# Cattedrale dei Santi Pietro e Paolo (Abeokuta)
La cattedrale dei Santi Pietro e Paolo è la cattedrale di Abeokuta, città del sud-ovest della Nigeria, capitale dello stato di Ogun, situata sul fiume Ogun.
La chiesa, dedicata ai Santi Pietro e Paolo nel gennaio del 2016, è sede della cattedra vescovile della diocesi di Abeokuta.
La prima messa nella chiesa fu celebrata il 29 giugno 1880, dai padri della Società delle Missioni.